# لوري كيلي (سياسي)
لوري كيلي (بالإنجليزية: Laurie Kelly)‏ هو سياسي أسترالي، ولد في 5 نوفمبر 1928 في أستراليا، وتوفي في 11 يوليو 2018 بسبب ذات الرئة. حزبياً، نشط في حزب العمال الأسترالي. وقد انتخب Speaker of the New South Wales Legislative Assembly ‏ (25 مايو 1976 – 26 أبريل 1988) وانتخب عضو الجمعية التشريعية نيو ساوث ويلز عن دائرة Electoral district of Corrimal ‏ (24 فبراير 1968 – 22 فبراير 1988).